# Damilola Taylor
Damilola Taylor, né le 7 décembre 1989 à Lagos et mort assassiné le 27 novembre 2000 à Peckham, est un écolier nigérian. Son assassinat a déclenché au Royaume-Uni un débat national ainsi qu'une vaste campagne anti-couteaux. 
Il arrive au Royaume-Uni en août 2000 avec sa famille, accompagnant sa sœur qui devait être traitée pour épilepsie.
Le 27 novembre 2000, Damilola quitte la bibliothèque de Peckham vers 17 h 50, probablement en direction de sa maison, comme le montrèrent des images de vidéosurveillance. À l'approche de son quartier, il est coupé à la cuisse gauche. Tentant de gagner des escaliers pour s'échapper, il s'effondre et se vide de son sang en moins de 30 minutes. Il décède dans l'ambulance qui l'emmène à l'hôpital.
Divers médecins légistes ont présenté différentes théories quant aux évènements qui ont provoqué ses blessures. Celle retenue par la police locale soutient la thèse d'une agression avec un tesson de bouteille (une autre hypothèse évoque une chute accidentelle sur le même tesson).

## Le premier procès (2002)
En 2002, quatre jeunes gens (dont deux frères de 16 ans) passent en procès pour le meurtre de Damilola. Tous seront acquittés : deux des suspects profiteront de ce que le juge déclare le témoin-clef de l'accusation (une fillette de 12 ans) non fiable ; les deux autres seront simplement déclarés non coupables par les jurés.
En plus de mettre en doute la validité du témoignage de l'enfant, la défense jouera également sur le fait que les blessures du petit Taylor correspondent également à celles résultant d'une chute sur du verre brisé.

## Le second procès (2006)
L'affaire reste ouverte malgré le verdict. L'amélioration des techniques d'échantillonnage d'ADN jette une nouvelle lumière sur les éléments rassemblés en 2000. Hassan Jihad, 19 ans, est arrêté en compagnie de deux frères de 16 et 17 ans.
Le 23 janvier 2006, Jihad et les deux frères Ricky et Danny Preddie (dont le nom n'est alors pas divulgué par la justice car ils étaient encore mineurs) se voient signifier leur inculpation pour homicide involontaire et vol avec violence. Le procès débute le 24, et le 29 mars les jurés se retirent pour délibérer.
Le 3 avril, Jihad est déclaré non coupable. Le même verdict est rendu le 4 pour les deux frères, le jury n'ayant pu s'accorder sur la qualification d'homicide involontaire. La possibilité d'un appel est cependant laissée ouverte, ce que la Couronne annonce dès le 6.